# エルマーの冒険 MY FATHER'S DRAGON
『エルマーの冒険 MY FATHER'S DRAGON』（エルマーのぼうけん マイ・ファーザーズ・ドラゴン）は、木根尚登が1997年7月21日にリリースした、アニメ映画『エルマーのぼうけん』のサウンドトラック。

## 収録曲
1. dragons' dance -Mix For Movie Film- （YU-KI）
  - 作詞：小室哲哉・MARC
  - 作曲・編曲：小室哲哉
2. 雨のかれき街〜猫との出逢い
3. エルマーと猫〜母さんには内緒で
4. 夕暮れ〜ごめんね、猫さん
5. 勇気の糸口〜猫との語らい
6. 囚われのリュウ〜悲しい鳴き声が聴こえる
7. 夢の中のなやみ〜勇気が欲しい
8. 決心〜給水塔の下で
9. 旅じたく〜動物島へゆくんだ!
10. 旅立ち〜朝もやの道
11. 冒険の旅へ〜かれき街をあとにして
12. エルマーのテーマ〜船上の小さな冒険
13. カモメのテーマ〜お調子者の曲芸師
14. 荒波〜そして嵐は去って
15. 入港!〜オレンジ島のにぎわい
16. ぴょんぴょこ岩、出現!〜Dragons Waiting For Me
17. ネズミのテーマ〜近眼のあわてもの
18. カメのテーマ〜二匹の方向音痴
19. イノシシのテーマ〜おかしな行進曲
20. トラのテーマ〜せまり来るシマ模様たち
21. 同〜俺のガムだっ!
22. エルマーのテーマ〜水辺へ
23. 不安〜行きどまりの崖
24. ライオンのテーマ～不機嫌なたてがみ
25. オレンジに輝く河〜地図に見た木
26. ライオンママのテーマ〜queen of queens （坂本スミ子）
  - 作詞：井沢満　作曲：木根尚登　編曲：SYS musicians
27. やっと…〜ポリスとの出逢い
28. あきらめのボリス〜やさしさは眠りとともに
29. ゴリラとサルのテーマ〜ノミとり合戦
30. ワニのテーマ〜キャンディの橋
31. 動物達のパニック〜エルマーをつかまえろ!
32. 自分とのたたかい〜if you wish!
33. 黄金色の風〜大空へのはばたき
34. if you wish...-Mix For Movie Film- （宇都宮隆）
  - 作詞：MARC　作曲・編曲：小室哲哉